# ناتورا
ناتورا (به پرتغالی: Natura) بزرگترین شرکت لوازم آرایشی و بهداشتی برزیلی است، که در زمینه تولید، بازاریابی و فروش محصولات بهداشتی، عطر، محصولات مراقبت از پوست و مو، همچنین سایر کالاهای مصرفی بر پایه مواد آرایشی و بهداشتی فعالیت می‌کند.
شرکت ناتورا در سال ۱۹۶۹ توسط لوئیز سئابرا تأسیس شد و در حال حاضر دارای شبکه گسترده‌ای بالغ بر ۱٫۲ میلیون عامل فروش و فروشگاه می‌باشد، که در کشورهای مکزیک، فرانسه، کلمبیا، شیلی، برزیل، آرژانتین، بریتانیا، پرو، استرالیا و ایالات متحده آمریکا مستقر می‌باشند.
دفتر مرکزی این شرکت در شهر کاجامار، برزیل قرار دارد و بخشی از سهام آن از سال ۲۰۰۴ در بازار بورس سائوپائولو معامله می‌شود.